# Bruksdammen
Bruksdammen este o arie protejată (arie specială de conservare — SAC, sit de importanță comunitară — SCI) din Suedia întinsă pe o suprafață de 597 ha, integral pe uscat.

## Localizare
Centrul sitului Bruksdammen este situat la coordonatele 60°23′07″N 18°05′24″E / 60.3852°N 18.09°E.

## Înființare
Situl Bruksdammen a fost declarat sit de importanță comunitară în ianuarie 1998 pentru a proteja 3 specii de plante. Situl a fost protejat și ca arie specială de conservare în martie 2011.

## Biodiversitate
Situată în ecoregiunea boreală, aria protejată conține 7 habitate naturale: Păduri fino-scandinave bogate în ierburi cu Picea abies, Lacuri eutrofice naturale cu vegetație de tip Magnopotamion sau Hydrocharition, Cursuri de apă de la nivel de câmpie la nivel montan, cu vegetație Ranunculion fluitantis și Callitricho-Batrachion, Taiga vestică, Mlaștini împădurite, Mlaștini alcaline, Păduri caducifoliate de mlaștină fino-scandinave.
La baza desemnării sitului se află mai multe specii protejate de  plante (3): Buxbaumia viridis, Herzogiella turfacea, moșișoare (Liparis loeselii).